# Mythimna aedesiusi
Mythimna aedesiusi is een vlinder uit de familie van de uilen (Noctuidae). De wetenschappelijke naam van de soort is voor het eerst geldig gepubliceerd in 1983 door Rogeot & Laporte.